# Катастрофа Ту-154 на Шпицбергене
Катастрофа Ту-154 на Шпицбергене (также известная как Инцидент около горы Опера) — крупная авиационная катастрофа, произошедшая в четверг 29 августа 1996 года. Авиалайнер Ту-154М авиакомпании «Внуковские авиалинии» выполнял рейс VKO2801 по маршруту Москва—Лонгйир (рейс был чартерным для компании «Арктикуголь»; на борту самолёта находились жители посёлков Баренцбург и Пирамида), но при заходе на посадку в пункте назначения в управляемом полёте врезался в гору Опера на острове Шпицберген в 14,2 километрах от аэропорта Лонгйира. Погибли все находившиеся на его борту 141 человек — 130 пассажиров и 11 членов экипажа.
На 2025 год эта авиакатастрофа остаётся крупнейшей (по числу погибших) в истории не только Норвегии, но и Скандинавии. Также она стала одной из причин, побудивших компанию «Арктикуголь» в 1998 году закрыть посёлок Пирамида.
После катастрофы прошла серия судебных заседаний с целью определить размеры компенсации семьям погибших.

## Самолёт
Ту-154М (регистрационный номер RA-85621, заводской 86А742, серийный 0742) был выпущен Куйбышевским авиационным заводом (КуАПО) 14 января 1987 года. 15 января того же года совершил свой первый полёт и в тот же день с б/н СССР-85621 был передан авиакомпании «Аэрофлот» (Московское Территориальное УГА, Внуковское ПО ГА). В ноябре 1992 года с бортовым номером RA-85621 был взят в лизинг авиакомпанией BosnaAir (имя Охрид), пока от неё в 1993 году не перешёл в авиакомпанию «Внуковские авиалинии». Оснащён тремя турбореактивными двигателями Д-30КУ-154-II производства Рыбинского моторостроительного завода.

## Экипаж и пассажиры
Самолётом управлял опытный экипаж, состав которого был таким:
- Командир воздушного судна (КВС) — 45-летний Евгений Александрович Николаев. Опытный пилот, работал пилотом-инструктором на Ту-154. Налетал 6232 часа, свыше 1940 из них на Ту-154.
- Второй пилот — 58-летний Борис Фёдорович Сударев. Пилот 1-го класса, также работал пилотом-инструктором на Ту-154. Налетал 19 538 часов, 10 177 из них на Ту-154.
- Штурман — 50-летний Игорь Петрович Акимов. Налетал 13 814 часов, 4646 из них на Ту-154.
- Бортинженер — 38-летний Анатолий Матвеевич Карапетров. Налетал 5254 часа, все на Ту-154.

В салоне самолёта работали 5 бортпроводников:
- Юрий Сергеевич Тихонов, 31 год.
- Екатерина Анатольевна Ланцова, 26 лет.
- Ольга И. Кожевникова, 31 год.
- Наталия Юрьевна Кустарёва, 33 года.
- Александр Михайлович Душкин, 24 года.

Также в составе экипажа рейса 2801 были два наземных авиамеханика — 56-летний Геннадий Алексеевич Алексеев и 41-летний Михаил Аркадьевич Короткин.
| Гражданство | Пассажиры | Экипаж | Всего |
| ----------- | --------- | ------ | ----- |
| Россия      | 53        | 11     | 64    |
| Украина     | 77        | 0      | 77    |
| Всего       | 130       | 11     | 141   |

## Хронология событий

### Предшествующие обстоятельства
Чартерный рейс VKO2801 выполнялся для компании «Арктикуголь», владевшей шахтами в посёлках Баренцбург и Пирамида на Шпицбергене. Командир рейса 2801 уже имел опыт посадки в аэропорту Свальбард; второму пилоту предстояло это сделать впервые, но именно он осуществлял пилотирование.
На борту находилось 130 пассажиров (среди них трое детей) — работники компании «Арктикуголь» и члены их семей. В аэропорту Свальбард самолёт ожидали 120 работников и их семьи для обратного рейса.
Рейс VKO2801 вылетел из Москвы в 04:44 UTC (06:44 CEST). Расчетное время полёта составляло 3 часа 30 минут (расчётное время приземления в Лонгйире — 08:14 UTC или 10:14 CEST), запасными аэропортами были аэропорт Мурманск и аэродром Североморск-3 в Мурманской области.
Полёт проходил нормально до начала снижения, по направлению W29 из Москвы в Падун западнее Мурманска, до момента вхождения в зону обслуживания норвежских авиадиспетчеров Будё над Баренцевым морем, на эшелоне FL350 (10 650 метров) со средней скоростью полёта 500 км/ч. Затем самолёт проследовал над приводной радиостанцией (ПРС) Медвежьего острова, затем над ПРС Исфьорда и Адвент.
Погода формировалась областью низкого давления, вследствие чего шли ливни, а скорость ветра составляла 28-56 км/ч в направлении 240—270°. Видимость превышала 10 километров. Между 08:00 и 09:00 возник слабый циклон, и видимость уменьшилась до 6 километров, а высота нижней границы облаков установилась от 400 до 450 метров.
Аэропорт Свальбард является главным аэропортом Шпицбергена, обслуживающим архипелаг. Он расположен на южном побережье Исфьорда и окружен возвышенностями с юга, юго-востока и востока. Он оборудован единственной взлетной полосой (№10/№28) (приблизительно восток-запад) длиной 2140 метров. Аэропорт расположен на высоте 28 метров над уровнем моря, в нём имеется командно-диспетчерский пункт, который подчинен центру управления воздушным движением Будё (ЦУВД Будё). Аэропорт не предоставлял системы захода на посадку. В тот день все самолёты использовали ВПП №28 вследствие подходящих направления ветра, подъемной силы и близкого расположения по отношению к терминалу.

### Катастрофа
В 07:55 UTC (09:55 CEST) экипаж запросил информацию о видимости для того, чтобы начать снижение к Лонгйиру. Однако связь с ЦУВД Будё отсутствовала и эта информация получена не была. В 07:56 была получена информация от диспетчеров Лонгйир о том, что расположение других воздушных судов позволяет снижение до высоты 1800 метров. Экипаж попытался запросить разрешение на использование ВПП №10, но этот запрос был неправильно переведен и не понят авиадиспетчером. Вместо этого Лонгйир передал погодные условия и сообщил, что используется ВПП №28. Повторный запрос на использование ВПП №10 был снова не понят из-за непонимания термина «Runway In Use» (означает, что ВПП активна и используется для взлётов и посадок, но буквально может быть переведен как «занята»). В связи с этим экипаж решил использовать ВПП №28.
Экипаж использовал карты полётов Jeppesen, датированные 21 января 1994 года. В соответствии с правилами оба радиокомпаса были установлены в 283°, но магнитный курс 300° не был установлен. GPS-индикатор использовался как запасная система. Данные азимутального радиомаяка не запрашивались. Начиная с высоты 3000 метров и до момента катастрофы снижение проходило в условиях инструментального захода на посадку с автоматической стабилизацией, навигация производилась штурманом.
В 08:10 UTC лайнер снизился до 1524 метров (минимальная высота над ПРС Адвент и начальная высота захода на посадку). В 08:15:32 UTC лайнер достиг ПРС Адвент, выполнил разворот и в 08:16:28 лёг на курс 160°. Пока экипаж приспосабливался к направлению ветра, рейс 2801 лег на курс 155°. Во время этого разворота произошёл сбой электронного механизма управления тангажом, что в 08:15:58 заставило пилота отключить канал управления тангажом сервоприводом системы управления, он был снова включен в 08:16:42 UTC.
В 08:17:08 экипаж начал выполнение разворота до 300° от курса с отклонением 155°, или 3,7 километра влево. В 08:17:57 штурман сказал: Ах, на траверзе, удаление 8 миль, на что диспетчер через 2 секунды ответил: Правильно. Это был последний разговор между экипажем и диспетчером. В 08:18:30 второй пилот отключил канал автопилота, в дальнейшем он был включён только на крен.
После того как рейс 2801 пересёк глиссаду и отклонился на курс 290°, в экипаже возник спор о том, вовремя ли был совершён разворот. В 08:19:06 второй пилот высказал своё сомнение, в результате было совершено маневрирование и рейс 2801 лег на курс 306°. В это время самолёт находился в 50,7 километрах от аэропорта Свальбард и в 2,8 километрах правее глиссады на высоте 1520 метров с воздушной скоростью 330 км/ч. Вместо возвращения на курс экипаж продолжал двигаться правее, двигаясь почти параллельно курсу.
В 08:20:17 КВС приказал выполнить разворот до 291° и в результате порыва ветра самолёт лёг на курс 300°. В этот момент лайнер имел отклонение от предпосадочной прямой 3,7 километра. Рейс 2801 начал снижение для посадки в 08:20:24. В 08:21:13 был начат и через 11 секунд закончен корректирующий манёвр, после чего был занят курс 300°. В это время самолёт снижался со скоростью 5-7 м/сек. В 08:22:05 он начал выполнять левый разворот и сразу же вошёл в зону турбулентности, создаваемую окружающими горами.
Во время захода на посадку неоднократно срабатывала сигнализация опасного сближения с землей (GPWS), что означало высоту от земли менее 750 метров. В последний раз сигнал звучал 9 секунд и продолжался до момента столкновения с горой. В 08:22:23 UTC (10:22:23 CEST) рейс VKO2801 врезался в склон горы Опера на высоте 907 метров над уровнем моря в 14,2 километрах от аэропорта Шпицбергена и правее на 3,7 километра от посадочного курса. Самолёт полностью разрушился, все 130 пассажиров и 11 членов экипажа на его борту погибли.

## Расшифровка переговоров
Расшифровка речевого самописца самолета Ту-154М борт RA-85621, выполнявшего 29 августа 1996 года рейс VKO 2801 Москва — Лонгйир:

### Сокращения
- КВС — Командир Воздушного Судна — Евгений Александрович Николаев
- 2П — Второй пилот — Борис Федорович Сударев
- ШТ — Штурман — Игорь Петрович Акимов
- БИ — Бортинженер — Анатолий Матвеевич Карапетров
- Ди — Авиадиспетчер
- ?? — Кто-то из экипажа
- XXX — Другие самолёты
- Внешняя связь — переговоры с авиадиспетчер
- [нрзб] — неразборчиво

### Расшифровка
| Время (UTC) |                    | |
| ----------- | ------------------ | --- |
| 08:16:55    | ШТ                 | Нет, семь миль. |
| 08:16:56    | ШТ                 | Настраиваю. |
| 08:17:05    | 2П                 | Где мы… [нрзб]. |
| 08:17:06    | ШТ                 | Пока держим так! |
| 08:17:08    | КВС                | Ты определил место? |
| 08:17:09    | ШТ                 | На траверзе поворотной точки.                                                                                            |
| 08:17:14    | КВС                | Корректирующий поворот нужен будет?                                                                                      |
| 08:17:16    | ??                 | Мы заходим. |
| 08:17:21    | КВС                | Закрылки вып… [нрзб]. |
| 08:17:40    | Ди                 | VKO 2801, give me a call eight miles inbound.                                                                            |
| 08:17:43    |                    | Сигнализация опасного сближения с землей (длится 6 секунд)                                                               |
| 08:17:44    | ШТ (внешняя связь) | Call you back ten miles inbound, 2801.                                                                                   |
| 08:17:55    | Ди                 | VKO 2801, give me a call eight miles inbound.                                                                            |
| 08:17:57    | БИ                 | Eight miles. |
| 08:17:57    | ШТ (внешняя связь) | Ah, abeam eight miles 2801 inbound.                                                                                      |
| 08:17:59    | Ди                 | Correct. |
| 08:18:05    | ??                 | Четыре метки… [нрзб]. |
| 08:18:08    | КВС                | Теперь уже три. |
| 08:18:14    | ??                 | Нет необходимости к… [нрзб] …здесь.                                                                                      |
| 08:18:16    |                    | Сигнализация опасного сближения с землёй (длится 2 секунды)                                                              |
| 08:18:17    | ??                 | [нрзб] …снижаемся. |
| 08:18:19    | 2П                 | Флажок исчез на моем инструменте!                                                                                        |
| 08:18:21    |                    | Сигнализация опасного сближения с землёй (длится 6 секунд)                                                               |
| 08:18:25    | Ди                 | LPP, Longyear roger, we have a traffic inbound Tupolev, suppose he will be passing 8 miles east in a few minutes.        |
| 08:18:28    | КВС                | Я поворачиваю влево, немного.                                                                                            |
| 08:18:32    | 2П                 | Поставь прямо. |
| 08:18:37    | КВС                | 15. |
| 08:18:39    | КВС                | Боря, получилось? Роджер.                                                                                                |
| 08:18:41    | XXX                | Roger. |
| 08:18:45    | ??                 | Поставь. |
| 08:18:47    | ??                 | Сколько? |
| 08:18:50    | ??                 | Выключ… [нрзб]. |
| 08:18:51    | ??                 | Выключено. |
| 08:18:52    | КВС                | Что я должен держать? |
| 08:18:59    | КВС                | Хорошо, оставь это. |
| 08:19:03    | ??                 | Так, какие будут рекомендации?                                                                                           |
| 08:19:04    | КВС                | Так. |
| 08:19:06    | 2П                 | Может, мы выполнили четвёртый слишком рано?                                                                              |
| 08:19:11    | КВС                | Выравниваемся. |
| 08:19:14    | КВС                | Нет, надо направо. |
| 08:19:16    | ШТ                 | Так, сейчас получится.                                                                                                   |
| 08:19:18    | ШТ                 | Метка справа? |
| 08:19:19    | 2П                 | Нет, все ещё там. |
| 08:19:19    | КВС                | Направо! |
| 08:19:20    | КВС                | Поворачиваем направо. |
| 08:19:21    |                    | Сигнализация опасного сближения с землёй (длится 6 секунд)                                                               |
| 08:19:21    | КВС                | Дай мне схему захода, Боря.                                                                                              |
| 08:19:22    | 2П                 | Мы должны здесь снижаться?                                                                                               |
| 08:19:24    | КВС                | Будем снижаться. |
| 08:19:30    | 2П                 | Должны зайти? |
| 08:19:32    | КВС                | Давайте нырять! |
| 08:19:34    | КВС                | Какой курс ты держишь?                                                                                                   |
| 08:19:36    | ШТ                 | Триста градусов. |
| 08:19:51    | ШТ                 | Но здесь это — четырнадцать!                                                                                             |
| 08:19:52    | КВС                | OK. |
| 08:19:54    | КВС                | Да, поправь. |
| 08:19:59    | ШТ                 | 5 метров. |
| 08:20:03    | ШТ                 | Так, я буду держать 320. Хорошо?                                                                                         |
| 08:20:14    | 2П                 | Не слишком мало? |
| 08:20:15    | ШТ                 | Должен быть корректирующий поворот.                                                                                      |
| 08:20:17    | КВС                | Нет, поворачиваем влево!                                                                                                 |
| 08:20:21    | ШТ                 | Тринадцать. Можно спускаться!                                                                                            |
| 08:20:24    | 2П                 | Влево! |
| 08:20:24    | ШТ                 | Три градуса и пять минут. Идет по глиссаде.                                                                              |
| 08:20:29    | 2П                 | Мы теперь на посадочном курсе, правильно?                                                                                |
| 08:20:33    | КВС                | Чтобы вернуться на посадочный, сделаем небольшую коррекцию влево.                                                        |
| 08:20:41    | ШТ                 | Триста тринадцать. Снижаемся!                                                                                            |
| 08:20:44    | 2П                 | Что с закрылками? |
| 08:20:52    | 2П                 | 28? |
| 08:20:57    | ??                 | Оставь… [нрзб] …5 метров.                                                                                                |
| 08:20:58    | ШТ                 | [нрзб] …2-3 мили. |
| 08:21:00    | КВС                | Веди нас, веди нас! |
| 08:21:00    | ШТ                 | Летим по Jeppesen'у. |
| 08:21:02    | ШТ                 | [нрзб]. |
| 08:21:02    | КВС                | Игорь, дай мне сборник.                                                                                                  |
| 08:21:05    | ??                 | [нрзб]. |
| 08:21:08    | ШТ                 | Не сейчас, позже. |
| 08:21:09    | ??                 | Хорошо, сейчас — триста метров.                                                                                          |
| 08:21:14    | ??                 | Нет. |
| 08:21:15    | ШТ                 | Я же сказал, нет необходимости.                                                                                          |
| 08:21:19    | ??                 | Правее. |
| 08:21:22    | КВС                | Какова радиальная? |
| 08:21:24    | ШТ                 | Давайте следовать маршруту захода до конца!                                                                              |
| 08:21:29    | ??                 | Да… [нрзб]. |
| 08:21:31    | ??                 | Будем садиться или нет?                                                                                                  |
| 08:21:32    | КВС                | Всё нормально. |
| 08:21:33    | КВС                | Триста градусов. |
| 08:21:35    | 2П                 | Триста градусов. Это нормально?                                                                                          |
| 08:21:36    | ШТ                 | Летим до 1150, слишком высоко, должны спуститься.                                                                        |
| 08:21:41    | КВС                | Должны спуститься. |
| 08:21:43    | КВС                | Да. |
| 08:21:47    | 2П                 | Как мы заходим? Правильно или нет?                                                                                       |
| 08:21:49    | 2П                 | Шасси? |
| 08:21:51    | ??                 | Шасси выпущены. |
| 08:21:55    | ??                 | Правее. |
| 08:22:05    | ??                 | Влево. |
| 08:22:07    | 2П                 | Так. Как идём по высоте?                                                                                                 |
| 08:22:09    | ШТ                 | Триста, пять метров. Снижаемся!                                                                                          |
| 08:22:13    | 2П                 | Это примерно 5 метров, или нет?                                                                                          |
| 08:22:17    |                    | Сигнализация опасного сближения с землёй (длится 6 секунд)                                                               |
| 08:22:22    | КВС                | Горизонт! |
| 08:22:23    | 2П                 | Горы!!! |
| 08:22:23    |                    | Звук столкновения, фон — звук сигнализации опасного сближения с землёй                                                   |
| 08:22:25    | Ди                 | VKO 2801 weather is wind from 231/17, visibility still more than 10 in rain, we have few at 900 feet and broken at 2000. |
| 08:22:26    |                    | Конец записи. |

## Расследование
Расследование причин катастрофы рейса VKO2801 проходило под контролем Норвежского государственного совета по расследованию происшествий (AIBN) совместно с российским Межгосударственным авиационным комитетом (МАК).
Окончательный отчёт расследования AIBN был опубликован 2 ноября 1999 года.
Согласно отчёту, основной причиной катастрофы стали многочисленные ошибки экипажа. Во время полёта штурман неправильно установил GPS-индикатор, который указал неправильное местоположение самолёта и при этом работа штурмана не проверялась ни одним из пилотов. Расследование также показало, что штурман рейса 2801 был перегружен, а пилоты больше доверяли GPS-индикатору.
После полёта в горной местности КВС и второй пилот заподозрили, что указания GPS-индикатора могут быть неверными, и это вызвало спор между пилотами (продолжать заход на посадку или уйти на второй круг). В итоге, несмотря на неопределённость в отношении системы GPS, пилоты решили садиться, что и привело к катастрофе. Кроме того, пилоты не знали, что система информации AFIS в Норвегии работает иначе, чем в России. Во время посадки в Лонгйире пилоты получали только указания о том, как заходить на посадку, в то время как в России они получали инструкции от AFIS. Связь с центром УВД Лонгйира была также затруднена тем, что пилоты рейса 2801 плохо знали английский язык.

## Память
В 1997 году женские сборные России и Норвегии провели два товарищеских матча, посвящённые жертвам катастрофы Ту-154 на Шпицбергене. В обоих матчах победили норвежки (23:20 и 30:29), а всем участницам матчей от имени работавших на Шпицбергене шахтёров вручили знак «Почётный полярник».